# Type 98 (mortaio 50 mm)
Il Type 98 era un mortaio giapponese, ad anima liscia ad avancarica, usato durante la seconda guerra mondiale. Il nome era dovuto all'anno di adozione da parte dell'Esercito imperiale giapponese, anno imperiale 2598, corrispondente al 1938 del calendario gregoriano. L'arma ed il suo munizionamento erano usati dai genieri per aprire varchi nei reticolati e nei campi minati.

## Tecnica

### Descrizione
Il Type 98 era un mortaio in calibro 50 mm. La canna era fissata ad un'elevazione di 40°, tramite un bipiede fisso, su una base metallica rettangolare, terminante posteriormente con due prolungamenti triangolari.
La carica propellente progressiva era costituita da polvere nera in sacchetti di seta lunghi 9,5 cm e con 3,1 cm di diametro. L'innesco a frizione, lungo 2,2 cm e dotato di cordino, veniva inserito in un apposito focone sulla culatta.
Il mortaio era costituito da tre componenti principali: piastra di base, bipiede e canna. Essa era fissata in elevazione a 40°, mentre poteva essere regolato limitatamente sul traverso su 7°. La canna si inseriva sulla piastra tramite la testa sferica del codolo della culatta; due sostegni, uno per lato, collegavano la piastra al collare sulla canna.
Il mortaio lanciava una potente bomba tipo spigot pesante circa 4,5 kg, caricata con circa 3,1 kg di acido picrico. Il corpo bomba, in lamiera di metallo spessa 4,7 mm pitturata di nero, aveva forma di parallelepipedo largo 11,4 cm ed alto 16,5 cm. In un'apposita sede sul fondo del corpo bomba era fissata, con viti o chiodi, un'asta in legno duro, lunga 53 cm con un diametro di 4,8 cm, la cui estremità inferiore era protetta da un cappuccio metallico. Oltre alla bomba spigot, il mortaio poteva lanciare tubi bangalore, stabilizzati da alette.
Gli inneschi a frizione avevano una miccia a polvere nera con un ritardo di circa 7 secondi.

### Funzionamento
Per regolare la gittata, venivano inseriti uno o più sacchetti di carica propellente nella canna, nella quale veniva poi inserita l'asta della bomba. Sulla volata veniva agganciata una slitta graduata da 0 a 60 per la regolazione della gittata: questa regolava la progressione dell'asta della bomba all'interno della canna; maggiore era la gittata voluta, maggiore era la penetrazione dell'asta nella bocca da fuoco poiché i gas derivati dallo sparo erano compressi tra il fondo della canna e la granata inserita; per ottenere invece un tiro corto l'asta rimaneva più distante dal fondo della canna, dando così più spazio ai gas che generavano meno pressione sulla bomba. Questo sistema era simile a quello impiegato sul lanciagranate Type 89. Per il puntamento sul traverso, si agiva su due dadi con alette che allungavano ed accorciavano le due gambe del bipiede. Caricata l'arma, si inserivano i due inneschi a frizione nei rispettivi foconi della culatta; per fare fuoco si tirava il cordino collegato agli inneschi.
La gittata variava, a seconda del tipo di munizioni, dai 300 m dei tubi bangalore ai 420 m della bomba spigot

### Manutenzione
Il mortaio Type 98 era dotato di uno scovolo, scomponibile in due sezioni. L'arma poteva essere facilmente disassemblata: si svitavano le viti che fissavano il bipiede alla piastra, si rimuoveva la canna estraendo il supporto sferico dalla sua sede, si rimuoveva il collare dalla canna.